# Pharaoameise
Die Pharaoameise (Monomorium pharaonis) ist eine der kleinsten Ameisenarten und gehört zur Unterfamilie der Knotenameisen (Myrmicinae). Sie ist ursprünglich in Asien beheimatet und wurde im 19. Jahrhundert in Europa eingeschleppt. Sie lebt vorrangig in Gebäuden mit gleichbleibend hoher Temperatur und wird als Krankheitsüberträger bekämpft.

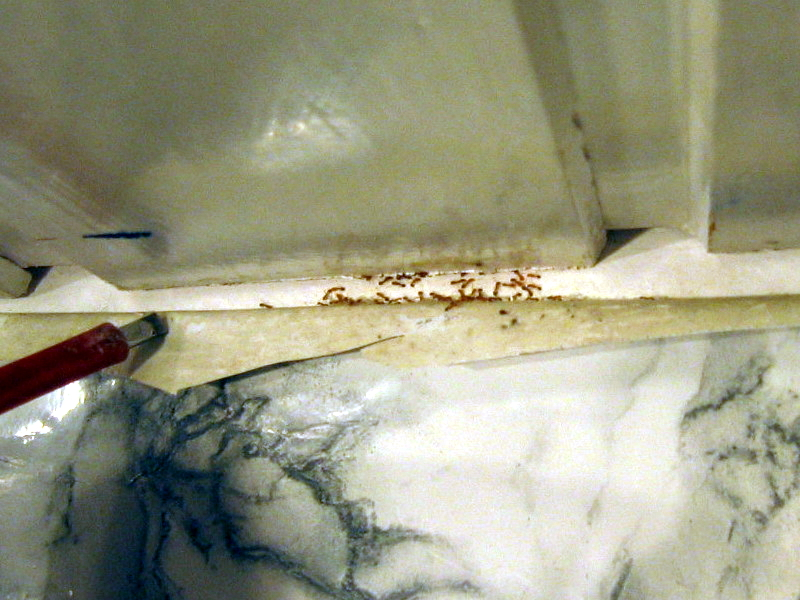
Pharaoameisenbefall

## Merkmale
Die Arbeiterinnen sind 2 mm lang, bernsteingelb und haben eine dunkle Hinterleibspitze. Auf dem Verbindungsstiel zwischen Brust und Hinterleib finden sich zwei auffällige Höcker. Die Männchen sind etwas größer und schwarz gefärbt. Die Königin ist bis zu 4,5 Millimeter groß und etwas dunkler als die Arbeiterinnen. Die Nester ihrer Kolonien legt die Pharaoameise an gut versteckten Stellen im Mauerwerk an. Dabei wird die wärmste Stelle im Haus bevorzugt. Ein Nest enthält immer mehrere Königinnen. Ungestörte Populationen können aus über 300.000 Einzeltieren bestehen. Wird eine Kolonie zu groß, werden Tochterkolonien angelegt, die am Anfang noch mit der Mutterkolonie in Verbindung stehen, sich aber später auch verselbständigen können.
Die Pharaoameise ist ein Allesfresser und bevorzugt zucker- und stark eiweißhaltige Stoffe, ernährt sich aber auch von allen Arten von Lebensmitteln. Anders als die in Mitteleuropa einheimischen Ameisen ist die Pharaoameise das ganze Jahr über aktiv.

## Vorkommen
Die Pharaoameise kann in den gemäßigten Breiten nur an warmen Orten wie geheizten Räumen überleben, den Winter könnte sie nicht im Freien überleben. Daher lebt sie vorrangig in Gebäuden mit gleichbleibend hoher Temperatur, z. B. Krankenhäuser, Großküchen, Treibhäuser, Bäckereien oder ähnlichem. Sie lebt auch in Privathaushalten.

## Verbreitung
Die eigentliche Heimat der Pharaoameise ist Asien, woher sie im 19. Jahrhundert durch Verkehr und Handel nach Europa eingeschleppt wurde. Ihre ursprüngliche Herkunft wird in Ostindien vermutet. Heutzutage ist sie ein weltweit verbreiteter Kulturfolger.

## Wirkungsschäden
Die Pharaoameise kann in Krankenhäusern unter Wundverbände von Patienten kriechen, da sie von Blut und Eiter angelockt wird. Wegen ihrer geringen Größe und ihrer Vorliebe für Ritzen und Spalten kann sie zudem in medizinische Geräte wie Kanülen, Katheter etc. eindringen und diese dadurch verunreinigen. Da sie auch Krankheiten übertragen kann, stellt die Pharaoameise ein ernstzunehmendes Problem in Krankenhäusern dar und wird deshalb bekämpft.
Die Ameisen können auch in Computer eindringen, da sie durch die günstigen Temperaturen angelockt werden. Dort können sie Systemabstürze und Elektrobrände verursachen.
Die Bekämpfung der Pharaoameise ist wegen der versteckten Lage der Nester schwierig. Das Abtöten der Arbeiterinnen mit sofort wirkenden Insektiziden hat wenig Wirkung, da die Verluste von den Königinnen im Nest schnell wieder ersetzt werden. Daher werden die Pharaoameisen nur mit Fraßgiften bekämpft, die auch ins Nest getragen und dort an die Königin und die Brut verfüttert werden.

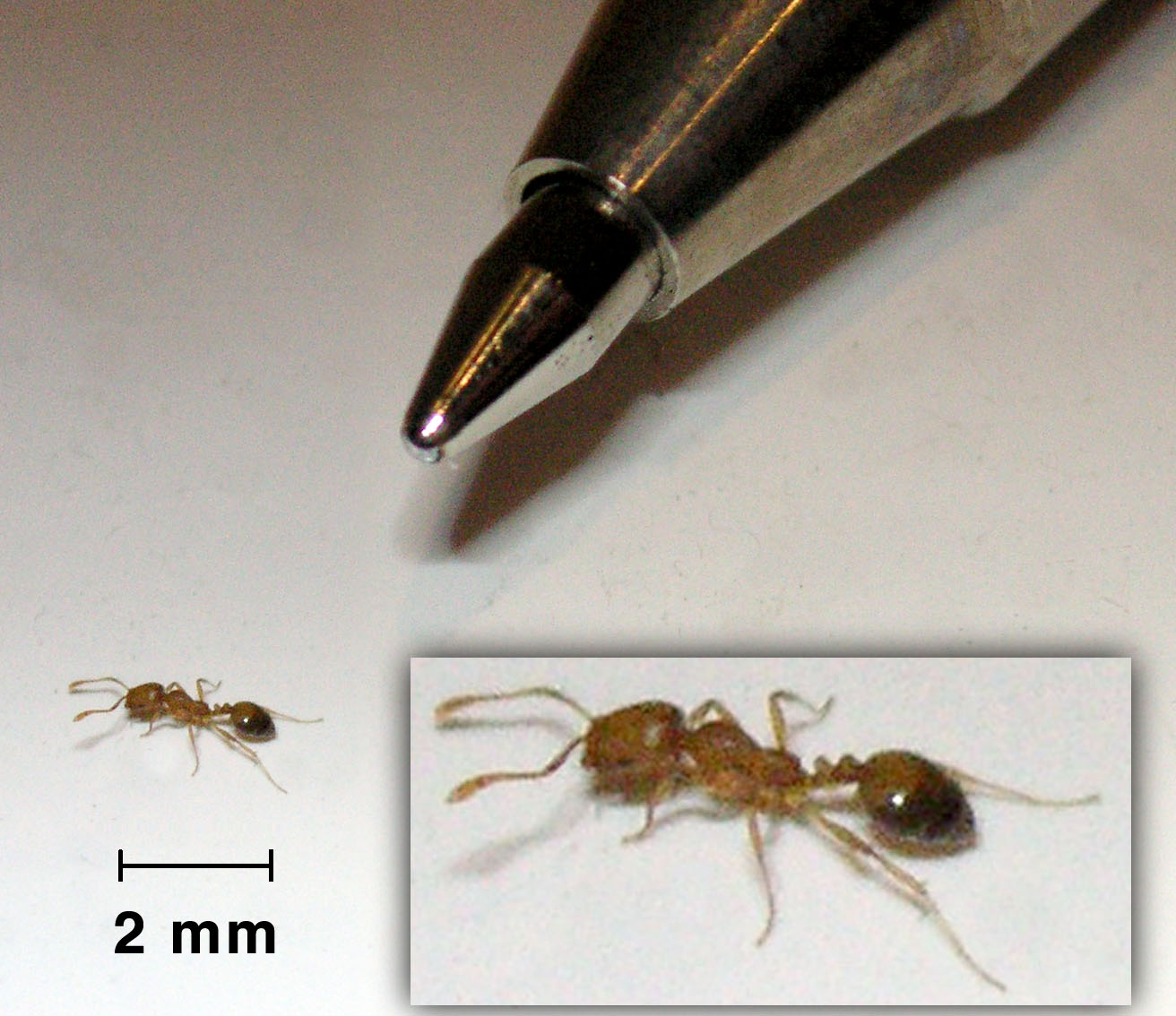
Pharaoameise in Größenrelation

## Namen
Der Name der Pharaoameise beruht auf der irrtümlichen Verbindung ihres Auftretens mit den ägyptischen Plagen.